# Eduardo Llanos Álvarez de las Asturias
Eduardo Llanos Álvarez de las Asturias (Corao, Cangas de Onís, Asturias, 1833 - 1927) fue un filántropo, educador y comerciante español que desarrolló gran parte de su vida en Chile y Reino Unido, donde dejó una importante huella en los ámbitos de la educación, la beneficencia y la divulgación cultural, especialmente asturiana.

## Biografía

### Infancia y formación
Eduardo Llanos nació el 12 de agosto de 1833 en Corao, en el seno de una familia asturiana con profundas raíces en la región. Fue el tercer hijo del matrimonio formado por Benito Llanos Noriega e Isabel Álvarez de las Asturias Nava y Posada. La familia residía en el Palación de Corao, casa solariega blasonada.
Cursó sus primeros estudios en la escuela de patronato de Corao Castillo. En 1843 se trasladó a Gijón para continuar su formación en el Real Instituto Asturiano (Escuela Especial de Gijón), fundado por Gaspar Melchor de Jovellanos. Allí estudió Cálculo y Náutica, graduándose en 1850.

### Emigración a América
Pese a su inclinación hacia la ingeniería civil, en 1850 emigró a Chile, donde residiría hasta 1898. Llegó a Valparaíso en 1851 y trabajó en múltiples oficios: dependiente de pulpería, hotelero, arquitecto auxiliar, administrador de haciendas, comerciante, funcionario público, vicecónsul de España en Iquique, entre otros. También participó activamente en asociaciones de ayuda mutua.
Destaca su importante aportación al restablecimiento de las relaciones diplomáticas entre  Chile y España, rotas tras la Guerra hispano-sudamericana.
Durante su vida en Chile, se vio envuelto en dos conflictos internacionales: la Guerra hispano-sudamericana (1865–1871), en la que socorrió a españoles perseguidos, y la Guerra del Pacífico (1879–1884), donde dio sepultura a marinos chilenos fallecidos en el Combate naval de Iquique, gesto que le valió el reconocimiento del gobierno y pueblo chileno.

### Retorno a Europa y labor filantrópica
En 1898 se trasladó a Londres como gerente de una compañía salitrera. Desde allí promovió la creación de la Escuela Don Rodrigo Álvarez de las Asturias en su natal Corao, una escuela agrícola gratuita y pionera en España. Dotó al centro con materiales modernos, promovió viajes pedagógicos y atrajo a figuras influyentes del ámbito educativo.
Financió también la serie de publicaciones tituladas Recuerdos de Asturias (1899–1911), álbumes gráficos con imágenes, mapas y estadísticas para promover la cultura asturiana y colaborar con la construcción de la Basílica de Covadonga.

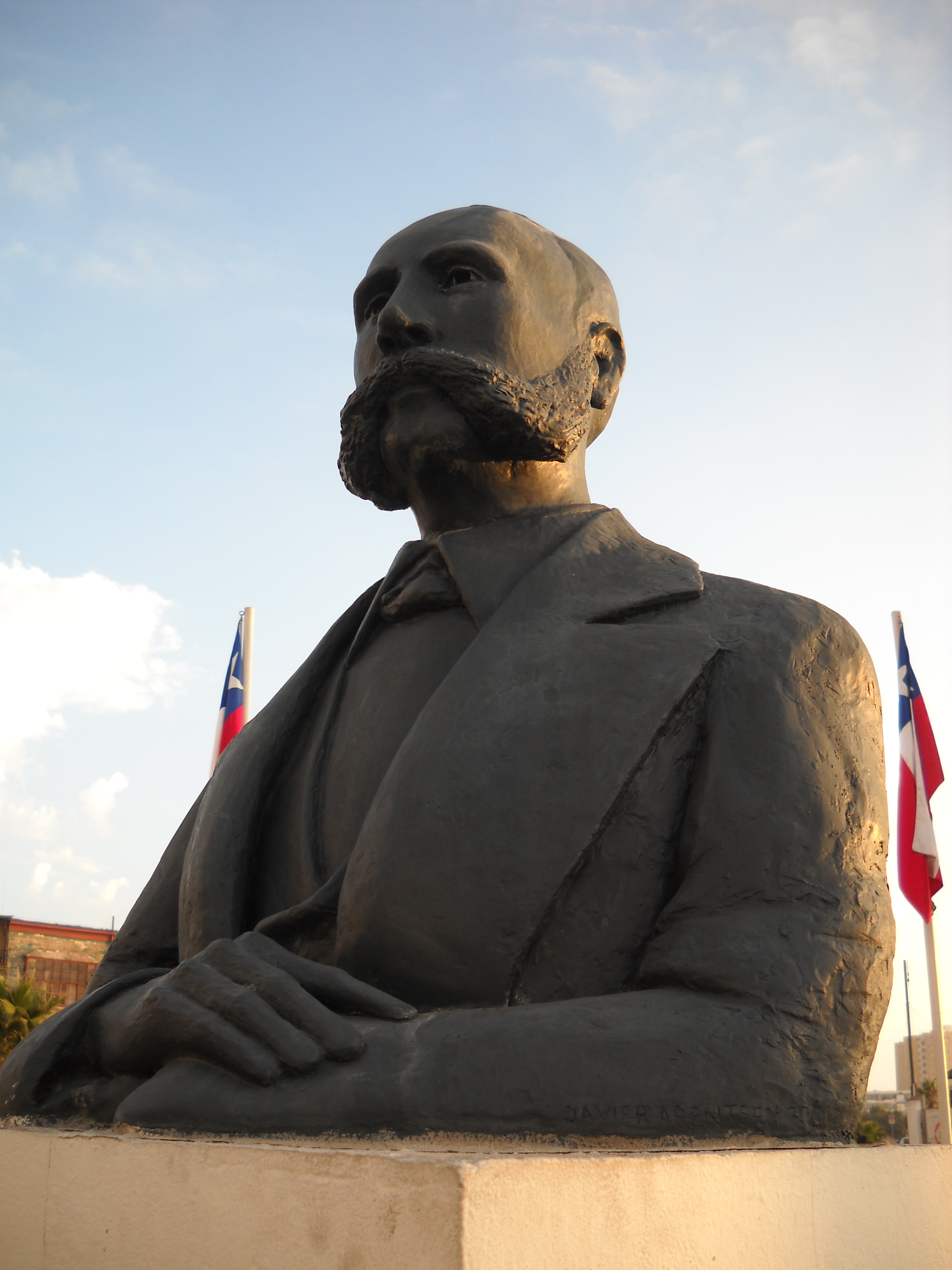
Busto dedicado a Eduardo Llanos en Iquique

### Activismo económico y cultural
Fue presidente de la Cámara de Comercio en Londres, desde donde impulsó iniciativas para el desarrollo económico de Asturias: ampliación del puerto del Musel, fomento de industrias locales como la siderurgia, relojería y minería, y apoyo a la exportación de productos asturianos.
También contribuyó extensamente a los estudios jovellanistas,  consiguiendo  para don Julio Somoza la correspondencia que el ilustrado asturiano mantuvo con Lord Henry Richard Vassal Fox, o costeando  publicaciones  relacionadas con el Real Instituto  Asturiano fundado por él en Gijón

## Reconocimientos

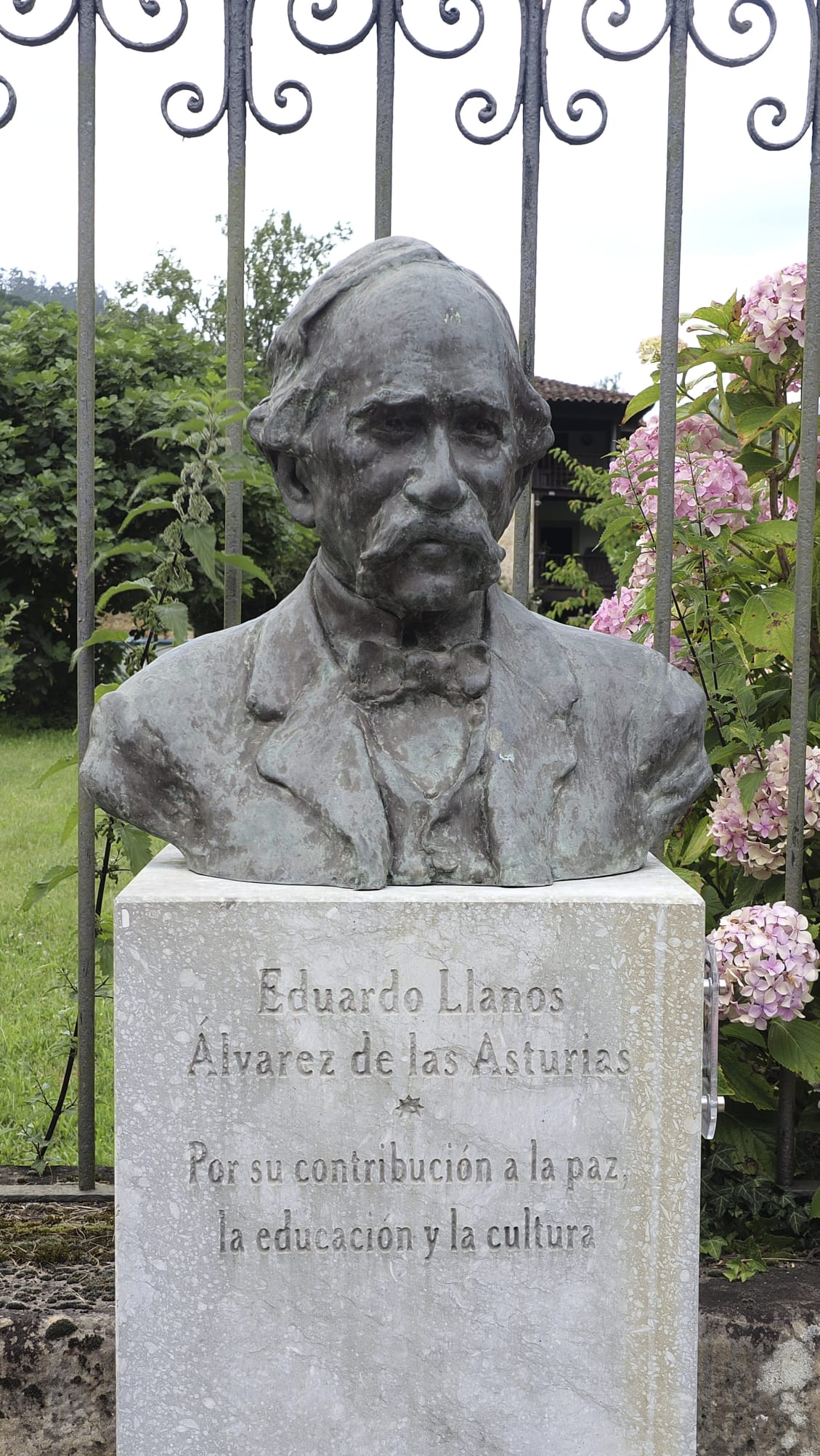
Busto de Eduardo Llanos en su ciudad natal, Corao. Obra de María Iglesias

En vida recibió diversas distinciones:
- Cruz del Mérito Naval (2ª clase, España, 1902).
- Cruz del Mérito Militar (Chile, 1904).
- Orden Civil de Alfonso XII (Caballero, 1907).

A su muerte, la Armada de Chile y el Círculo Español de Santiago le rindieron homenajes en su tumba en Abamia, en 1929 y 1962 respectivamente.
El 12 de agosto de 2021, con la presencia del Embajador de Chile en España, se realizó en Corao un homenaje a Eduardo Llanos Álvarez de las Asturias, que incluyó la inauguración de un busto y el nombramiento de una calle en su honor, en reconocimiento a su labor humanitaria tras el Combate naval de Iquique en 1879.